# Prix Abraham-Pais d'histoire de la physique
 (novembre 2023).
Le prix Abraham-Pais d'histoire de la physique est une récompense décernée chaque année depuis 2005 conjointement par la Société américaine de physique et l'American Institute of Physics pour « des réalisations scientifiques exceptionnelles dans l'histoire de la physique ». Le prix porte le nom d'Abraham Pais (1918-2000), historien des sciences et physicien des particules ; à partir de 2023, il est évalué à 10 000 $. 

## Lauréats
Les lauréats du prix sont : 
- 2005 : Martin J. Klein
- 2006 : John L. Heilbron
- 2007 : Max Jammer
- 2008 : Gerald Holton
- 2009 : Stephen G. Brush
- 2010 : Russell McCormmach
- 2011 : Silvan S. Schweber
- 2012 : Lillian Hoddeson (en)
- 2013 : Roger H. Stuewer (en)
- 2014 : David C. Cassidy
- 2015 : Spencer R. Weart
- 2016 : Allan Franklin
- 2017 : Mary Jo Nye
- 2018 : Peter Galison
- 2019 : Helge Kragh
- 2020 : Dieter Hoffmann (de)
- 2021 : Hasok Chang
- 2022 : Patricia Fara
- 2023 : Jürgen Renn
- 2024 : Virginia Trimble